# Polyblastus bridgmani
Polyblastus bridgmani är en stekelart som beskrevs av Parfitt 1882. Polyblastus bridgmani ingår i släktet Polyblastus och familjen brokparasitsteklar. Inga underarter finns listade i Catalogue of Life.